# Носачёв
Носачёв — хутор в Петровском городском округе Ставропольского края Российской Федерации. 

## Варианты названия
- Насаченка,
- Носачева[3].

## География
Хутор расположен на Ставропольской возвышенности на одном из правых притоков реки Калаус.
Расстояние до краевого центра: 75 км. Расстояние до районного центра: 15 км.

## История
С 1920 по 1925 год в административном отношении входил в состав Благодатненской волости Ставропольского уезда Ставропольской губернии, с 1925 года — в состав Благодатненского сельсовета Петровского района.
На 1 марта 1966 года входил в состав Светлоградского горсовета:28.
До 1 мая 2017 года входил в упразднённое городское поселение город Светлоград).

## Население
| 1909 | 1925 | 1926 | 1989 | 2002 | 2010 | 2014 |
| ---- | ---- | ---- | ---- | ---- | ---- | ---- |
| 258  | ↗346 | ↘337 | ↗418 | ↘307 | ↘267 | ↘200 |
| 2023 |      |      |      |      |      |      |
| ↘190 |      |      |      |      |      |      |

По данным переписи 2002 года в национальной структуре населения преобладают русские (94 %).

## Инфраструктура
- В 2011 году в хуторе построен водопровод (до этого жители пользовались только привозной и технической водой)[13][14] и открыт кооперативный магазин товаров повседневного спроса — единственное торговое предприятие в населённом пункте[15].
- В границах Носачёва расположено общественное открытое кладбище общей площадью 12 360 м² (улица Луговая, 6а)[16].

## Связь и телекоммуникации
В 2016 году в хуторе введена в эксплуатацию точка доступа к сети Интернет (передача данных осуществляется посредством волоконно-оптической линии связи).

## Памятники
- Памятник воинам-землякам, погибшим в годы Великой Отечественной войны 1941—1945 гг. 1965 год[18]